# Hipposideros maggietaylorae
Hipposideros maggietaylorae is een vleermuis uit het geslacht Hipposideros.

## Kenmerken
H. maggietaylorae is een grote soort met een lange, smalle snuit, een simpel neusblad en vier wervels in de staart. De kop-romplengte bedraagt 57,4 tot 69,0 mm, de staartlengte 36,4 tot 43,2 mm, de voorarmlengte 53,0 tot 64,6 mm, de scheenbeenlengte 23 tot 25,4 mm, de achtervoetlengte 10,3 tot 11,3 mm, de oorlengte 17,5 tot 20,0 mm en het gewicht 14,5 tot 24 g.

## Verspreiding
Deze soort komt voor op Nieuw-Guinea, Batanta en de Bismarckarchipel. De soort heeft twee ondersoorten, H. m. maggietaylorae Smith & Hill, 1981 op de eilanden Kairiru, Nieuw-Brittannië en Nieuw-Ierland in de Bismarckarchipel en H. m. erroris op Nieuw-Guinea en Batanta. Deze soort behoort tot de H. bicolor-groep binnen Hipposideros.